# フレームストア
フレームストア (Framestore) は、イギリス・ロンドンに所在するVFX制作会社。DNEGやムービング・ピクチャー・カンパニーと並ぶイギリス最大のスタジオであり、多くのハリウッド映画にVFX制作で参加している。本社の他にもアメリカ合衆国のロサンゼルス・ニューヨーク・シカゴ、カナダのモントリオール、インドのムンバイと計5つの制作拠点を構えている。

## 歴史
1986年に現CEOのウィリアム・サージェント、シャロン・リード (Sharon Reed)、アリソン・ターナー (Alison Turner)、マイク・マッギー (Mike McGee)、ジョナサン・ヒルズ (Jonathan Hills) の5名によってロンドンで設立。社名は、サージェントらが設立当時使っていたコンピューターの製品名から取って名付けられた。
1994年に映画のVFXに進出し、以後『ハリー・ポッター』映画シリーズをはじめとする数多くの作品のVFX制作に参加した。特に『サンダーバード』では、フレームストア一社でVFXを手掛けた。
2001年にコンピュータ・フィルム・カンパニー（Computer Film Company, 1984年ロンドンで設立）との合併で社名がフレームストアCFC (Framestore CFC) となるも、後にCFCの名称を社名から外した。
2016年に中華人民共和国のコングロマリット企業であるカルチュラル・インベストメント・ホールディングス (Cultural Investment Holdings, CIH) に買収され、現在に至る。
映画のVFX以外にもCMやミュージックビデオ、企業のコンテンツ制作などにも携わっているほか、1995年より007シリーズの映画においてタイトル・シークエンスを手掛けている。
サージェントは2008年にナイトの称号を授与された。

## 受賞歴
フレームストアはこれまでに『ライラの冒険 黄金の羅針盤』（2007年）や『ゼロ・グラビティ（2013年）によりアカデミー視覚効果賞を受賞しており、テレビドラマでは『ウォーキングwithダイナソー〜驚異の恐竜王国』（1999年）でプライムタイム・エミー賞において視覚効果賞を受賞。CMではカンヌライオンズやクリオ賞などの国際的な広告賞において受賞している。
| 年     | 候補作                                                | 賞                                  | 部門                                                     | 結果       |
| ------ | ----------------------------------------------------- | ----------------------------------- | -------------------------------------------------------- | ---------- |
| 2000年 | ウォーキングwithダイナソー～驚異の恐竜王国            | 第52回プライムタイム・エミー賞 (en) | 優秀特殊視覚効果賞                                       | 受賞       |
| 2002年 | ダイノトピア                                          | 第54回プライムタイム・エミー賞 (en) | 優秀特殊視覚効果賞                                       | 受賞       |
| 2003年 | ダイノトピア                                          | 第1回視覚効果協会賞 (en)            | 優秀視覚効果賞（テレビ番組部門）                         | ノミネート |
| 2003年 | ダイノトピア                                          | 第1回視覚効果協会賞 (en)            | 優秀視覚効果賞（テレビミニシリーズ・映画・特別番組部門） | 受賞       |
| 2003年 | ダイノトピア                                          | 第1回視覚効果協会賞 (en)            | 優秀キャラクター・アニメーション賞                       | 受賞       |
| 2003年 | ダイノトピア                                          | 第1回視覚効果協会賞 (en)            | 優秀マットペインティング賞                               | 受賞       |
| 2003年 | ダイノトピア                                          | 第1回視覚効果協会賞 (en)            | 優秀コンポジット賞                                       | 受賞       |
| 2005年 | ハリー・ポッターとアズカバンの囚人                    | 第3回視覚効果協会賞 (en)            | 優秀アニメキャラクター賞（バックビーク）                 | 受賞       |
| 2006年 | ウォーキングwithモンスター～前恐竜時代 巨大生物の誕生 | 第4回視覚効果協会賞 (en)            | 優秀視覚効果賞（テレビミニシリーズ・映画・特別番組部門） | 受賞       |
| 2007年 | スーパーマン リターンズ                               | 第79回アカデミー賞                  | 最優秀視覚効果賞                                         | ノミネート |
| 2008年 | ライラの冒険/黄金の羅針盤                             | 第61回英国アカデミー賞              | 視覚効果賞                                               | 受賞       |
| 2008年 | ライラの冒険/黄金の羅針盤                             | 第80回アカデミー賞                  | 最優秀視覚効果賞                                         | 受賞       |
| 2009年 | ダークナイト                                          | 第62回英国アカデミー賞              | 視覚効果賞                                               | ノミネート |
| 2009年 | ダークナイト                                          | 第81回アカデミー賞                  | 視覚効果賞                                               | ノミネート |
| 2010年 | シャーロック・ホームズ                                | 第8回視覚効果協会賞 (en)            | 優秀補助視覚効果賞                                       | 受賞       |
| 2011年 | ハリー・ポッターと死の秘宝 PART1                      | 第9回視覚効果協会賞 (en)            | 優秀アニメキャラクター賞（ドビー）                       | 受賞       |
| 2011年 | ハリー・ポッターと死の秘宝 PART1                      | 第64回英国アカデミー賞              | 視覚効果賞                                               | ノミネート |
| 2011年 | ハリー・ポッターと死の秘宝 PART1                      | 第83回アカデミー賞                  | 最優秀視覚効果賞                                         | ノミネート |
| 2012年 | 戦火の馬                                              | 第65回英国アカデミー賞              | 視覚効果賞                                               | ノミネート |
| 2012年 | ハリー・ポッターと死の秘宝 PART2                      | 第65回英国アカデミー賞              | 視覚効果賞                                               | 受賞       |
| 2012年 | ハリー・ポッターと死の秘宝 PART2                      | 第84回アカデミー賞                  | 最優秀視覚効果賞                                         | ノミネート |
| 2014年 | ゼロ・グラビティ                                      | 第12回視覚効果協会賞 (en)           | 優秀視覚効果賞                                           | 受賞       |
| 2014年 | ゼロ・グラビティ                                      | 第12回視覚効果協会賞 (en)           | 優秀環境賞                                               | 受賞       |
| 2014年 | ゼロ・グラビティ                                      | 第12回視覚効果協会賞 (en)           | 優秀ヴァーチャル撮影賞                                   | 受賞       |
| 2014年 | ゼロ・グラビティ                                      | 第12回視覚効果協会賞 (en)           | 優秀モデル賞                                             | 受賞       |
| 2014年 | ゼロ・グラビティ                                      | 第12回視覚効果協会賞 (en)           | 優秀コンポジット賞                                       | 受賞       |
| 2014年 | ゼロ・グラビティ                                      | 第12回視覚効果協会賞 (en)           | 優秀FXシミュレーション・アニメーション賞                 | 受賞       |
| 2014年 | ゼロ・グラビティ                                      | 第67回英国アカデミー賞              | 最優秀視覚効果賞                                         | 受賞       |
| 2014年 | ゼロ・グラビティ                                      | 第86回アカデミー賞                  | 最優秀視覚効果賞                                         | 受賞       |
| 2015年 | オール・ユー・ニード・イズ・キル                      | 第13回視覚効果協会賞 (en)           | 優秀ヴァーチャル撮影賞                                   | ノミネート |
| 2015年 | ガーディアンズ・オブ・ギャラクシー                    | 第13回視覚効果協会賞 (en)           | 優秀視覚効果賞                                           | ノミネート |
| 2015年 | ガーディアンズ・オブ・ギャラクシー                    | 第13回視覚効果協会賞 (en)           | 優秀アニメキャラクター賞（ロケット）                     | ノミネート |
| 2015年 | ガーディアンズ・オブ・ギャラクシー                    | 第68回英国アカデミー賞              | 優秀視覚効果賞                                           | ノミネート |
| 2015年 | ガーディアンズ・オブ・ギャラクシー                    | 第87回アカデミー賞                  | 最優秀視覚効果賞                                         | ノミネート |
| 2016年 | オデッセイ                                            | 第14回視覚効果協会賞 (en)           | 視覚効果賞                                               | ノミネート |
| 2016年 | オデッセイ                                            | 第69回英国アカデミー賞              | 視覚効果賞                                               | ノミネート |
| 2016年 | オデッセイ                                            | 第88回アカデミー賞                  | 最優秀視覚効果賞                                         | ノミネート |
| 2017年 | ドクター・ストレンジ                                  | 第89回アカデミー賞                  | 最優秀視覚効果賞                                         | ノミネート |
| 2018年 | ブレードランナー 2049                                 | 第90回アカデミー賞                  | 最優秀視覚効果賞                                         | 受賞       |

## CFCの主な作品
- ブレイド2
- キャスト・アウェイ Cast Away
- チキンラン Chicken Run
- ミッション:インポッシブル2
- ハムナプトラ2/黄金のピラミッド The Mummy Returns
- ホワット・ライズ・ビニース What Lies Beneath